# Anaxipha unicolor
Anaxipha unicolor är en insektsart som först beskrevs av Scudder, S.H. 1869.  Anaxipha unicolor ingår i släktet Anaxipha och familjen syrsor. Inga underarter finns listade i Catalogue of Life.